# 盧安瓜獸屬
盧安瓜獸屬（學名：Luangwa）是已滅絕合弓綱的一屬，屬於獸孔目犬齒獸亞目的橫齒獸科，是種小型草食性動物。化石發現於非洲尚比亞，地質年代約三疊紀中期，約2億4000萬年前。
模式種是L. drysdalli，是在1963年被敘述、命名。屬名是以當地的盧安瓜河（Luangwa river）為名。在2008年，巴西南里奧格蘭德州發現一個頭顱骨，被命名為第二個種，南美盧安瓜獸（L. sudamericana）。

## 外部連結
- Grupo acha crânio de cinodonte. Archive.today的存檔，存档日期2012-12-31 （葡萄牙文）
- Gazeta do Sul.'[永久] （葡萄牙文）